# Llangyniew
Llangyniew ou Llangynyw est un village et une communauté du Powys, au pays de Galles.

## Géographie
Llangyniew est situé dans le nord du Powys, dans le comté historique du Montgomeryshire, à 3 km au nord-est de la petite ville de Llanfair Caereinion.
La communauté de Llangyniew comprend aussi le village de Pontrobert (en).

## Démographie
Au recensement de 2011, la communauté de Llangyniew comptait 582 habitants.